# Wierzchowo (See)
Der Wierzchowo [vʲɛʃˈχɔvɔ] (deutsch Virchowsee) ist ein Gewässer in Polen. Er liegt im Südosten der Woiwodschaft Westpommern im Gebiet der Gmina Szczecinek (Landgemeinde Neustettin) im Powiat Szczecinecki (Kreis Neustettin).
Der Wierzchowo befindet sich im Städtedreieck Bobolice (Bublitz), Biały Bór (Baldenburg) und Szczecinek (Neustettin) innerhalb der Pojezierze Drawskie (Dramburger Seenplatte) als Teil der Pommerschen Seenplatte. Entlang des Ostufers des Sees verläuft die Landesstraße 11 (ehemalige deutsche Reichsstraße 160) von Kołobrzeg (Kolberg) und Koszalin (Köslin) nach Posen und Bytom (Beuthen/OS).
Der Wierzchowo (frühere Namensformen sind auch Wirchow- oder Würchowsee) wird von der Gwda (Küddow), einem Nebenfluss der Netze, durchflossen und von ihr sowie mehreren kleinen Zuflüssen bewässert. Er nimmt eine Fläche von 7,32 km² ein bei einer Breite von 5,2 km und einer Länge von 2,2 km. Die maximale Tiefe beträgt 26,5 Meter.
Die Gwda fließt bei der Ortschaft Grąbczyn (Grumsdorf) in den See ein und verlässt ihn wieder bei Stare Wierzchowo (Sassenburg). Hier und auch bei Wierzchowo (Wurchow) am Westufer bestehen Anlagen zur Gewinnung von Sand aus dem Gewässer.
„Der Wurl“ ist ein Name für den Virchow-See, unter dem Ludwig Giesebrecht (1792–1873) einen Text dichtete, den Carl Loewe (1796–1869) vertonte.